# Antonio Paolucci
Antonio Paolucci (Rimini, 29 settembre 1939 – Firenze, 4 febbraio 2024) è stato uno storico dell'arte, funzionario e museologo italiano.
Fu ministro per i beni culturali e ambientali dal 1995 al 1996 nel governo Dini, oltreché soprintendente per il Polo Museale Fiorentino e direttore dei Musei Vaticani.

## Biografia
Antonio Paolucci nacque a Rimini il 29 settembre 1939. Si laureò in storia dell'arte nel 1964 con Roberto Longhi, e iniziò la sua carriera al Ministero della pubblica istruzione (cui fino al 1975 spettavano le competenze in seguito devolute al Ministero della cultura) fin dal 1969, avvicinandosi al mondo delle soprintendenze. Rivestì successivamente dal 1980 il ruolo di soprintendente prima a Venezia, poi a Verona, a Mantova e infine a Firenze, dove fu soprintendente dell'Opificio delle Pietre Dure, per poi passare alla Soprintendenza ai beni artistici e storici (diventata poi Soprintendenza speciale per il Polo Museale Fiorentino) ed essere nominato anche direttore regionale per i beni culturali e paesaggistici della Toscana fino al collocamento a riposo per raggiunti limiti d'età, avvenuto nel 2006.
Per i meriti conseguiti nell'ambito della sua attività culturale, fu inoltre eletto accademico ordinario dall'Accademia delle arti del disegno di Firenze, nonché accademico d'onore a vita dell'Accademia Nazionale Virgiliana di Mantova. Nel 2007 fu incaricato dal ministro Francesco Rutelli di far parte dei quattro membri esperti affiancanti Salvatore Settis nel coordinare i lavori del Consiglio superiore per i beni culturali e paesaggistici.
Dal 2004 fu socio dell'Accademia Nazionale dei Lincei (Socio Nazionale dal 2018).
Dal gennaio 1995 al maggio 1996 ricoprì la carica di ministro per i beni culturali e ambientali durante il Governo Dini. Dopo il terremoto che colpì l'Umbria e le Marche nel 1997 fu nominato commissario straordinario del Governo per il restauro della Basilica di San Francesco ad Assisi.
Scrisse e collaborò con diverse testate (Paragone,  Il bollettino d'arte, Il Giornale dell'Arte, Il Sole 24 Ore, La Repubblica, La Nazione e Avvenire); pubblicò numerose monografie sempre a carattere storico artistico e curò alcune importanti mostre sul Rinascimento in Italia, come la grande  mostra "Rinascimento: capolavori dei musei italiani" Tokyo-Roma (Scuderie del Quirinale) (2001) o, nel 2005, quella di Forlì "Marco Palmezzano. Il Rinascimento nelle Romagne".
A novembre 2007 fu nominato da papa Benedetto XVI direttore dei Musei Vaticani, in sostituzione dell'archeologo Francesco Buranelli il cui incarico terminò nel maggio 2007. Nel luglio 2016 papa Francesco scelse il suo successore, Barbara Jatta, entrata in carica il 1º gennaio 2017, la quale lo affiancò già nei precedenti sei mesi come vicedirettrice.
Nella primavera del 2008 venne chiamato a presiedere una speciale commissione tecnico-scientifica per il progetto di risistemazione della antica piazza Duca Federico a Urbino. La piazza venne poi riportata all'antico splendore sulla base di documenti storici. Il 6 dicembre 2008, per ricambiare il suo impegno profuso nel progetto della piazza di Urbino, fu nominato cittadino onorario della città.
Nell'agosto 2013 fu nominato consigliere della Fondazione Monte dei Paschi di Siena.
Dal marzo 2016 iniziò a condurre un programma televisivo in onda su Rai 5, I luoghi del Giubileo, conducendo lo spettatore in un viaggio per la città di Roma e in Vaticano alla scoperta dei luoghi principali interessati dal Giubileo della Misericordia.
A maggio 2016 fu chiamato a far parte dello storico Gruppo dei Romanisti, formato da studiosi e cultori di Roma.
Nel 2018 fu nominato presidente della Commissione di indirizzo per il concorso di progettazione internazionale propedeutico alla ricostruzione della Basilica di San Benedetto da Norcia gravemente danneggiata dal sisma dell'Italia centrale del 2016.

## Controversie
- Nel novembre 2008 suscitò vivaci polemiche la scelta del Ministro per i beni culturali e ambientali Sandro Bondi di affidare a Mario Resca, ex amministratore delegato di McDonald's e reduce dall'aver portato a termine la difficile amministrazione straordinaria della Cirio, dapprima la consulenza e poi la direzione del progetto di gestione e sviluppo dei musei italiani. In un primo momento, il primo nome fatto per lo stesso incarico fu quello di Paolucci, qualora la scelta fosse stata improntata su criteri di competenza tecnica specifica, in virtù della sua consolidata e riconosciuta esperienza, anche a livello internazionale.[4]

## Vita privata
Si sposò nel 1966 con Giulia Pagliazzi, con la quale ebbe un figlio, Fabrizio, archeologo.

## Scritti
- Paolucci A., Il laboratorio del restauro a Firenze, Istituto bancario San Paolo di Torino, 1986.
- Paolucci A., Il Battistero di San Giovanni a Firenze, 1994.
- Paolucci A., Museo Italia: diario di un soprintendente-ministro, Sillabe, Livorno, 1996.
- Paolucci A., Michelangelo, le Pietà, 1997.
- Paolucci A., Arte italiana. Mille anni di storia, Giunti, Firenze, 2022.
- Paolucci A., L'alba dell'arte. Dal Paleolitico alla caduta dell'Impero romano, Giunti, Firenze, 2024.